# Congresso di Mantova (1512)
Il Congresso di Mantova si tenne nell'agosto del 1512, per volontà della lega Santa, per ridefinire i confini dei territori a seguito della sconfitta dei francesi in Italia.

## Effetti
A seguito del congresso, venne stabilito che lo Stato Pontificio avrebbe ampliato i propri confini inglobando i territori di Piacenza, Reggio Emilia, Parma e Bologna. Il territorio della Valtellina venne inglobata nei Grigioni. Genova riacquistò la propria autonomia, mentre Milano venne data agli Sforza. Venezia ebbe un ampliamento del proprio territorio nel suo retroterra, ad esclusione delle città di Crema, Brescia e Cremona. Firenze venne assegnata alla casata dei Medici.